# С тобом и без тебе
С тобом и без тебе је десети албум Жељка Бебека из 1999. Албум садржи 10 песама, од којих је највећи хитови "Кучка невјерна" и "Хеј, човече".
Албум је изашао у издању Croatia Records.

## Позадина
1998. године снима дует са Северином под називом "Растајем се од живота". Дует се нашао на албуму Дјевојка са села.
У медијима се током 1998. појавила вест да је на путу за Дубровник аутомобилом ударио дете које је прелазило улицу.

## Албум
Ово је први албум на ком је Бебек сарађивао са Никшом Братошем и Зринком Тутићем после 7 година. Један део текстова је написала Алка Вуица.
Бебек је по први пут био продуцент албума, док се на албуму такође пронашао инструментал песме "Лаку ноћ свирачи". Омот албума садржи слику Агамемнонове маске.
Праћен је спотовима за песме "Кучка невјерна" и "Заборави".

## Списак песама
| №   | Назив                           | Трајање |  |
| 1.  | Заборави                        | 3:33    |  |
| 2.  | Ти немаш појма                  | 3:48    |  |
| 3.  | Кажи ми, пиле моје              | 3:53    |  |
| 4.  | Не плачи, не жали               | 3:46    |  |
| 5.  | Мала моја                       | 4:34    |  |
| 6.  | Кучка невјерна                  | 3:35    |  |
| 7.  | Вино с' твојих усана            | 4:23    |  |
| 8.  | Хеј, човјече                    | 3:58    |  |
| 9.  | С' два зрна лажног сребра       | 3:51    |  |
| 10. | Лаку ноћ свирачи - инструментал | 4:03    |  |

## Обраде
Кучка невјерна-Seaside woman (Линда Макартни)